# Vesicomya lepta
Vesicomya lepta är en musselart som först beskrevs av Dall 1896.  Vesicomya lepta ingår i släktet Vesicomya och familjen Vesicomyidae. Inga underarter finns listade i Catalogue of Life.